# Mega, Vijnița
Mega, întâlnit și sub forma Velike (în ucraineană Велике, transliterat: Velîke și în germană Mega) este un sat în raionul Vijnița din regiunea Cernăuți (Ucraina), depinzând administrativ de comuna Mihova. Are 632 locuitori, preponderent ucraineni (huțuli).
Satul este situat la o altitudine de 544 metri, în partea de centru-est a raionului Vijnița.

## Istorie

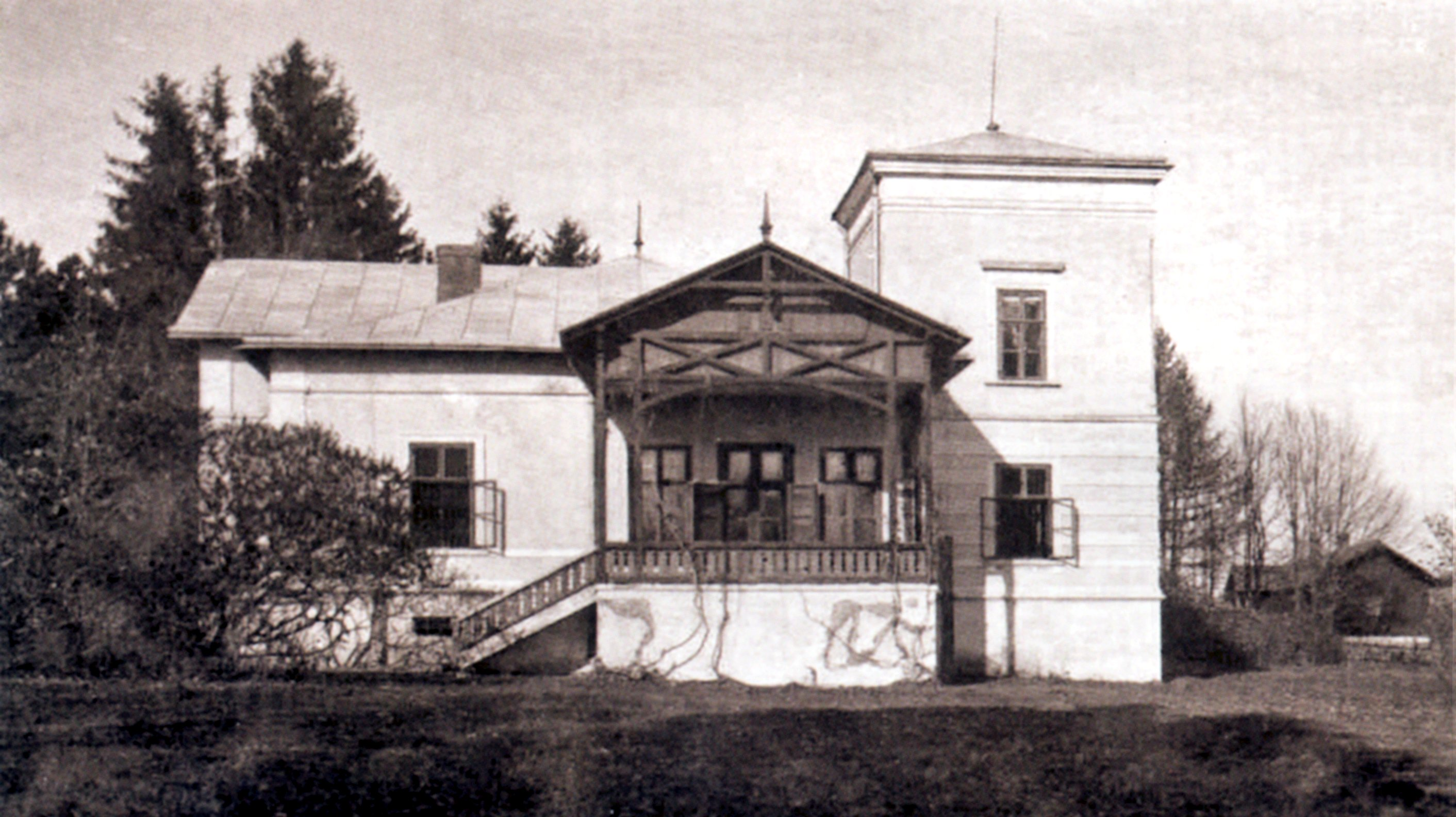
Moșia familiei Flondor la Mega, cca. 1900

Localitatea Mega a făcut parte încă de la înființare din regiunea istorică Bucovina a Principatului Moldovei. După anexarea Bucovinei de către Imperiul Habsburgic în anul 1775, localitatea Mega a făcut parte din Ducatul Bucovinei, guvernat de către austrieci, făcând parte din districtul Vijnița (în germană Wiznitz). 
După Unirea Bucovinei cu România la 28 noiembrie 1918, satul Mega a făcut parte din componența României, în Plasa Ceremușului a județului Storojineț. Pe atunci, populația localității era formată din ucraineni (huțuli) și români în proporții aproximativ egale. 
Ca urmare a Pactului Ribbentrop-Molotov (1939), Bucovina de Nord a fost anexată de către URSS la 28 iunie 1940, reintrând în componența României în perioada 1941-1944. Apoi, Bucovina de Nord a fost reocupată de către URSS în anul 1944 și integrată în componența RSS Ucrainene. 
Începând din anul 1991, satul Mega face parte din raionul Vijnița al regiunii Cernăuți din cadrul Ucrainei independente. Conform recensământului din 1989, numărul locuitorilor care s-au declarat români plus moldoveni era de 5 (5+0), adică 0,72% din populația localității . În prezent, satul are 632 locuitori, preponderent ucraineni.

## Demografie
Componența lingvistică a localității Mega
     Ucraineană (99,21%)
     Alte limbi (0,79%)
Conform recensământului din 2001, majoritatea populației localității Mega era vorbitoare de ucraineană (99,21%), existând în minoritate și vorbitori de alte limbi.
1930: 738 (recensământ)
1989: 690 (recensământ)
2007: 632 (estimare)

### Recensământul din 1930
Componența etnică a comunei Mega (județul Storojineț)
     Români (42,41%)
     Germani (0,96%)
     Evrei (2,57%)
     Ruteni (54,06%)
Componența confesională a comunei Mega
     Ortodocși (94,71%)
     Romano-catolici (1,08%)
     Mozaici (2,57%)
     Altă religie (1,64%)
Conform recensământului efectuat în 1930, populația comunei Mega se ridica la 738 locuitori. Majoritatea locuitorilor erau ruteni (54,06%), cu o minoritate de germani (0,96%), una de evrei (2,57%) și una de români (42,41%). Din punct de vedere confesional, majoritatea locuitorilor erau ortodocși (94,71%), dar existau și romano-catolici (1,08%) și mozaici (2,57%). Alte persoane au declarat: greco-catolici (4 persoane) și fără religie (8 persoane).